# Ilattia axis
Ilattia axis är en fjärilsart som beskrevs av Achille Guenée 1852. Ilattia axis ingår i släktet Ilattia och familjen nattflyn. Inga underarter finns listade i Catalogue of Life.